# Drosophila tychaea
Drosophila tychaea este o specie de muște din genul Drosophila, familia Drosophilidae, descrisă de Tsacas în anul 1981.
Este endemică în Camerun. Conform Catalogue of Life specia Drosophila tychaea nu are subspecii cunoscute.